# Reguläre Lösungstheorie
Die Reguläre Lösungstheorie beschreibt ein Verfahren zur Abschätzung von Aktivitätskoeffizienten {\displaystyle \gamma } in Mischungen, deren Verhalten nur wenig vom Raoultschen Gesetz abweicht. Solche Lösungen werden in diesem Modell als regulär bezeichnet.

## Bestimmungsgleichungen
Für ein binäres Gemisch gilt
{\displaystyle RT\ln \gamma _{1}=V_{1}^{L}\phi _{2}^{2}\left(\delta _{1}-\delta _{2}\right)^{2}}
{\displaystyle RT\ln \gamma _{2}=V_{2}^{L}\phi _{1}^{2}\left(\delta _{1}-\delta _{2}\right)^{2}}
mit
{\displaystyle \gamma _{1},\gamma _{2}\ }: Aktivitätskoeffizienten
{\displaystyle V_{1}^{L},V_{2}^{L}\ }: Volumina der reinen Flüssigkeiten
{\displaystyle \phi _{1}={\frac {x_{1}V_{1}^{L}}{x_{1}V_{1}^{L}+x_{2}V_{2}^{L}}},\ \phi _{2}={\frac {x_{2}V_{2}^{L}}{x_{1}V_{1}^{L}+x_{2}V_{2}^{L}}}}: Volumenanteil
{\displaystyle \delta _{1}=\left(c_{11}\right)^{1/2},\ \delta _{2}=\left(c_{22}\right)^{1/2}}: Löslichkeitsparameter
{\displaystyle c_{11}={\frac {\Delta U_{1}}{V_{1}^{L}}},\ c_{22}={\frac {\Delta U_{2}}{V_{2}^{L}}}}
{\displaystyle \Delta U\approx \Delta H_{v}-RT}
{\displaystyle T}: Temperatur
{\displaystyle R}: Gaskonstante
{\displaystyle \Delta H_{v}}: Verdampfungsenthalpie

## Zusammenfassung
Mit der regulären Lösungstheorie lassen sich die Aktivitätskoeffizienten der Komponenten eines Gemischs alleine aus den leicht zugänglichen Reinstoffeigenschaften die Verdampfungsenthalpie und das Lösungsvolumen bestimmen. Zu beachten ist, dass etliche Vereinfachungen und Annahmen die Qualität der Vorhersage stark begrenzen.